# Fatimah
Fatimah bint Muhammad (/ˈfætəmə,ˈfɑːtiːˌmɑː/; arabă فاطمةفاطمة Fāṭimah; n. Mecca, c. 605 sau 615 (sau 20 Jumada al-Thani 5 EV (604|07|27(604-07-27) – d. 28 August 632) a fost cea mai mică fiică a Profetului Islamului (Ar|نَـبِي}}نَـبِي,) Mahomed și al primei sale soții, Khadija bint Khumaylid. Ea a fost soția lui Ali și mama lui Al-Hasan și Al-Husayn. Fatimah, preferata tatălui ei, pe care l-a susținut în demersurile sale de creștinare, este adorată și respectată de musulmani. Ea a fost susținătoarea copiilor săi și a soțului, unicul urmaș al lui Mahomed cu băieți trecuți de vârsta copilariei. Descendenții Fatimei sunt răspânditi în întreaga lume islamică, sub denumirea de Sayid. În timpul Cruciadelor, cea de-a 11-a dinastie care a condus Egiptul, Fatimizii, au susținut că sunt descendenții Fatimei.
Fatimah are un caracter vital în religia islamică, considerată ca model pentru femeile musulmane.. Deși există controverse între diferitele secte ale Islamului cu privire la rolul ei politic Fatimah este un exemplu inspirațional și numele ei este unul dintre cele mai populare nume de fete în lumea musulmană.

## Biografie
Fatimah s-a născut în orașul Mecca, fiind fiica Khadijei, prima dintre soțiile lui Mahomed. Data exactă a nașterii ei este neclară, dar se presupune că s-a născut cu cinci ani înainte de prima revelație Coranică, în timpul reconstruiriii sancuarului de la Kaba în 605, deși, conform acestui lucru, ea ar fi fost trecută de 18 ani în momentul căsătoriei, ceea ce era neobișnuit în Arabia. Cu toate acestea, surse aparținând grupării „Shia Celor Douăsprezece”, susțin că ea s-a născut cu doi sau cinci ani după primele revelații coranice deși, conform acestei cronologii mama ei să fi avut peste cincizeci de ani la nașterea acesteia.
Fatimah a avut trei surori: Zainab, Umm Kulthum, Ruqayyah și doi frați: Tayyab și Qasim. În timp ce, sunniții cred ca Zainab, Ruqayyah și Umm Kulthum sunt celelalte fiice a lui Muhammad, șiiții cred că acestea au fost fiicele Halei, sora Khadijei, adoptate de către Muhammad și Khadijah după moartea acesteia. Motivul invocat de oamenii de știință Shi'a pentru susținerea acestei ipoteze este evenimentul (Mubahala) menționat în Coran, moment în care nu există nicio referință la vreo altă prezență feminină în afară de Fatimah, deși sunniții acceptă că Muhammad a avut patru fiice toate din căsătoria pe care a avut-o cu Khadija.
Iranienii sărbătoresc nașterea Fatimei, sărbătoare ce poartă numele de Zahra, zi considerată Ziua Mamei.

## Titluri onorifice

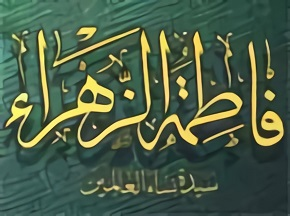
Caligrafie arabă citind Fatimah az-Zahra

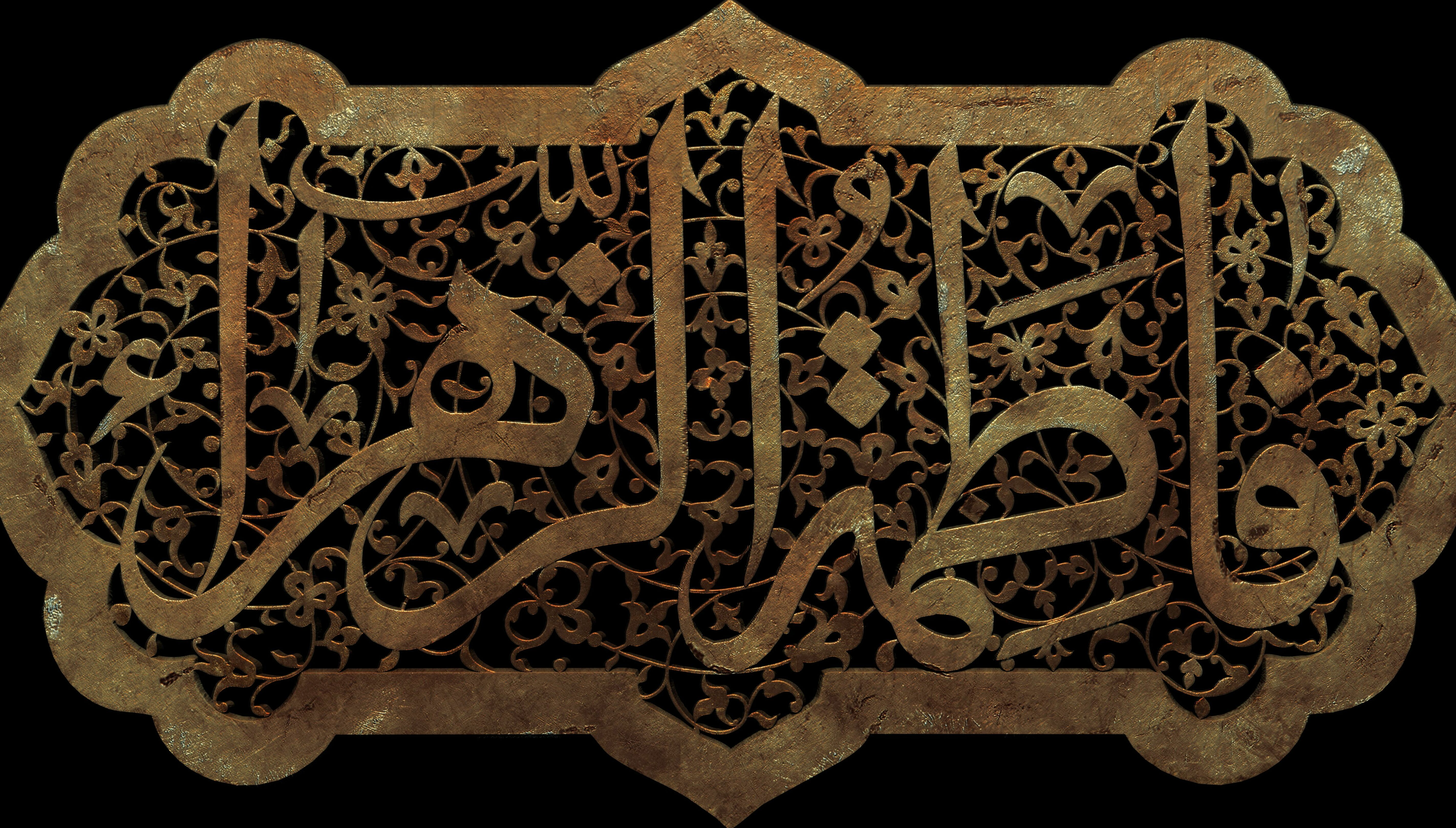
Inscripție turnată în bronz cu numele „Fatima”.

Fatimei i s-au atribuit multe titluri onorifice de către musulmani, în semn de admirație pentru calitățile ei atât de ordin moral, cât factură fizică. Cel mai utilizat titlul este "al-Zahra", care înseamnă "cea strălucitoare", ea fiind de obicei menționată ca Fatimah Zahra. A fost, de asemenea, cunoscută și sub numele de "al-Batul" (castă și pură), deoarece ea a petrecut mult timp în rugăciune, recitarea Coranului și alte acte de devoțiune. Printre cele 125 de nume descriptive faimoase, ea a fost onorată și cu titlul de Umm-ul-Aaima (Mama Imamilor).

### Kunyas
- Umm Abeeha[23][24][25]
- Umm al-Hasanayn
- Umm al-Hasan
- Umm al-Husayn
- Umm-ul-Aaima (Mama Imamilor).[26]

## Viața timpurie
Imediat după naștere, Fatimah a fost alăptată de mama sa și crescută de către tatăl ei, contrar obiceiurilor locale unde nou-născuții erau trimiși la "doici" în satele din împrejur. Și-a petrecut tinerețea timpurie sub grija părinților ei în Mecca, în umbra persecutării suferite de tatăl ei la mana Qurayshilor.
Evocând firea grijulie a Fatimei, un eveniment menționat în Enciclopedia Islamului de către Brill Online, amintește de o întâmplare petrecută odată pe cand Muhammad își făcea rugăciunea în Kaaba, iar Amr ibn Hishām (Abu Jahl) și oamenii lui au turnat placenta de cămila peste el, la care, Fatimah, auzind vestea, s-a grăbit la tatăl ei și a șters mizeria, certând bărbații .
La moartea mamei ei, Fatimah a fost copleșită de tristețe, fiindu-i foarte greu să facă față durerii resimțite. Pentru a o consola, tatăl ei a informat-o despre primirea vestii de la îngerul Gabriel, precum căreia Dumnezeu ar fi construit pentru ea un palat în paradis.

## Căsătoria

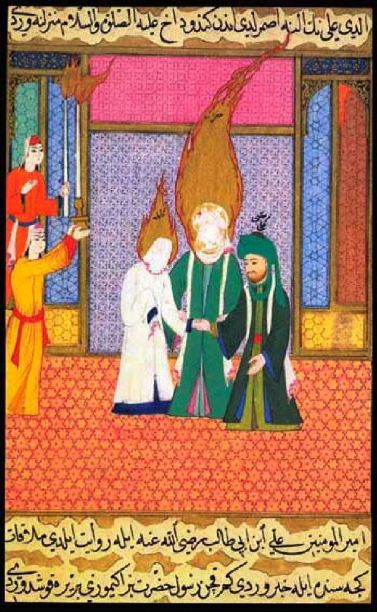
Muhammad căsătorind-o pe Fatimah cu Ali, așa cum este descris în Siyer-am Nebi

Mulți dintre însoțitorii lui Mohammed i-au cerut Fatimei mâna în căsătorie, inclusiv Abu Bakr și Umar. Muhammad i-a respins pe toti, spunând că așteaptă un semn pentru destinul ei. Ali, vărul lui Muhammad, de asemenea, a avut dorința de a se căsători cu Fatimah. Când s-a dus să-l vadă pe Muhammad, el nu si-a putut verbaliza intenția lui și a rămas tăcut. Muhammad a înțeles motivul venirii lui acolo și l-a determinat pe Ali sa confirme faptul că el a venit să ceară mana Fatimei în căsătorie. A sugerat că Ali ar avea un scut, care, dacă ar fi vândut, ar asigura suficienți bani pentru a plăti darul de nuntă (mahr). Muhammad i-a înaintat Fatimei propunea, la care ea a rămas tăcută și nu a respins propunerea precum cele anterioare. Muhammad a luat aceasta ca pe un semn al afirmației și al consimțământului.
Data reală a căsătoriei este neclară, dar cel mai probabil a avut loc în 623, cel de-al doilea an de hijra, deși unele surse spun că a fost în 622. Vârsta Fatimei este raportata ca fiind 9 sau 19 (din cauza diferențelor de opinie cu privire la data exactă a nașterii ei, adică 605 sau 615) la data căsătoriei, în timp ce Ali era între 21 și 25 de ani. Muhammad i-a spus lui Ali că i-a fost ordonat de către Dumnezeu să i-o dea pe fiica lui, Fatimah, în căsătorie. Muhammad i-a spus Fatimei: "te-ai casatorit cu cel mai drag mie pentru familia mea." Ali și-a vândut scutul ca să strângă banii necesari pentru nuntă, precum i-a fost sugerat de către Muhammad. Cu toate acestea, Uthman ibn Affan, căruia i-a fost vândut scutul, i l-a returnat lui Ali spunând ca este cadoul lui pentru nunta lui Ali și al Fatimei. Muhammad însuși a efectuat ceremonia de nuntă și două dintre soțiile lui, Aisha și Umm Salama, au pregătit ospățul de nuntă cu curmale, smochine, oi și alte alimente donate de diverși membri ai comunității din Madina. Conform spuselor lui Hossein Nasr, căsătoria lor are o deosebită semnificație spirituală pentru toți Musulmanii, pentru că este văzut ca mariajul dintre cele mai înalte figuri sfinte de pe lângă Muhammad. Mariajul lor a durat zece ani și s-a încheiat atunci când Fatimah a murit. Deși poligamia este permisă de Islam, Ali nu s-a căsătorit cu o altă femeie in timpul in care Fatimah era în viață.

## Viața înainte de moartea lui Muhammad

### O viață umilă
După căsătoria ei cu Ali, cei doi au dus o viață umilă în contrast cu surorile ei, care erau toate căsătorite cu persoane bogate. Ali și-a construit o casă, nu prea departe de reședința lui Muhammad, în care a locuit cu Fatimah. Cu toate acestea, din cauza dorintei Fatimei de a fi mai aproape de tatăl ei, un Medin (Haritha bin al-Numan) le-a donat propria lui casă.
Timp de mai mulți ani după căsătorie, ea a făcut toată treaba de una singură. Umărul pe care a dus ulcioare de apă din fântână s-a umflat și mâna cu care ea a lucrat la morișca de pisare a porumbului a fost de multe ori acoperite cu bătături. Fatimah a garantat că va avea grijă de treburile casnice, că va face aluatul, coace pâinea, și că va face curat în casă; în schimb, Ali a garantat că va avea grijă de munca din afara casei, precum colectarea lemnelor de foc, și aducerea mâncării. Ali a lucrat la irigarea terenurilor altor persoane, prin scoaterea apei din fântâni. Situația lor au fost asemănătoare cu a multora dintre musulmani timpului și s-a îmbunătățit doar după Bătălia de la Khaybar, atunci când prada din Khaybar a fost distribuit printre cei săraci. Atunci când situația economica a musulmanilor a devenit mai bună, Fatimah a câștigat niște servitoare, dar le-a tratat ca pe membrii familiei și a împărțit treburile casei cu ele.
O altă referire la simpla lor viață, vine de la Tasbih-ul Fatimei, o formulă divină care a fost dată pentru prima dată Fatimei atunci când ea a cerut tatălui ei o kaneez (servitoare), în scopul de a o ajuta cu treburile casnice. Tatăl ei a întrebat-o dacă ea ar dori un cadou în schimb care ar fi mai bun decât un servitor și care valorează mai mult decât orice pe lume. La încuviințarea acesteia, el i-a spus să recite la fiecare sfârșit de rugăciune Marea Exaltare, (Dumnezeu este cel mai Mare) Allahu Akbar de 34 de ori, Declarația de Recunoștință Absoluta, (Slava lui Dumnezeu) Alhamdulillah de 33 ori, si Invocarea Gloriei Divine, (Preamarit fie Dumnezeu ) Subhan'Allah de 33 de ori, în valoare totală de 100. Această rugăciune colectivă este numita Tasbih-ul Fatimei.

### Căsnicia
Evenimentul Ahl al-Kisa - semnifică o căsnicie fericită. Un indiciu al relației lor speciale se găsește și în faptul că Ali nu s-a căsătorit cu o altă femeie pe toata durata vieții Fatimei. Unii sunniți cred că Ali ar fi cerut fiica lui Abu Jahl în căsătorie, dar că Muhammad nu i-a permis să se căsătorească cu ea pentru că ar supăra-o pe Fatimah, deși acest punct de vedere este respins de către musulmanii șiiți și nu este considerat un hadith puternic de către mulți savanți sunniți. Cele mai populare trei versiuni ale acestei tradiții sunt relatate de al-Miswar b. Makhrama, un companion a cărui vârstă era de aproximativ nouă ani la moartea lui Muhammad. Ali, cu toate acestea, nu s-a căsătorit în acest timp, contrar diferențelor de opinie printre unii musulmani referitoare la propunerea sa, pentru fiica lui Abu JahlAbu Jahl. Una dintre scrisorile lui Ali oferă, de asemenea, o comparație pentru presupusa propunere. 
| “ | Fiintele umane au primit si vor primi perfectiunea prin intermediul nostru. Suprematia perpetua si superioritatea inerenta nu ne impiedica sa avem relatii cu alti oameni sau cu clanul vostru, si ne-am casatorit intre voi si am stabilit relatii de familie cu clanul vostru, chiar daca nu apartineti clasei noastre. Cum poti tu fi egalul nostru cand Profetul Cel Sfant apartine de noi iar Abu Jahl, cel mai mare inamic la Islamului era de printre voi...( Replica faimoasa scrisa de Ali catre Muawiya) | ” |

Contrar afirmațiilor Sunnite, în literatura Shia de specialitate, există o serie de discursuri în care Ali neagă sa fi avut orice problemă cu soția sa. De exemplu, Ali a jurat lui Dumnezeu, " n-am făcut niciodată nimic care s-o supere pe Fatimah și nici ea nu m-a supărat vreodată."
Shia confirma ca Muhammad ar fi spus, "Fatimah este o parte din mine și oricine o jignește, mă jignește pe mine", dar contextul raportării, cu referire la Ali este contestat, precum cita Abu Muhammad Ordoni în cartea sa: "Printre multele povești fabricate spuse împotriva lui Ali a fost și că el i-ar fi cerut lui Abu Jahl (liderul necredincioșilor) pe fiica acestuia în căsătorie. Când această veste a ajuns la Fatimah, s-a grabit la tatăl sau, care a aflat de falsitatea povestii."
Shia afirmă că această declarație a fost folosită chiar de Fatimah, atunci când ea a vorbit cu Abu Bakr și ' Umar, susținând ca ambii i-au displăcut.

### Pe câmpul de luptă
După Bătălia de la Uhud, Fatimah s-a îngrijit de rănile tatălui și ale soțului, și și-a asumat răspunderea să viziteze în mod regulat mormintele tuturor celor care au murit în luptă și să se roage pentru ei. Fatimah, împreună cu soțul ei, a fost, de asemenea, numită de către Abu Sufyan să intervină cu Muhammad în favoarea sa în timp ce încerca să reconcilieze încălcarea Tratatului de Hudaybiyyah. Abu Sufyan a cerut, de asemenea, Fatimei protecție atunci când s-a dus la Mecca care era sub ocupație, dar la îndemnul tatălui său, aceasta l-a refuzat.

## Fatimah în Coran
Unele versete din Coran sunt asociate Fatimei și casei acesteia de către exegezele clasice, deși ea nu este menționată cu numele. Potrivit lui J. D. McAuliffe, două dintre cele mai importante versete includ versetul de purificare, care este al 33-lea verset din sura al- ' Ahzab și cel de-al 61-lea verset din sura Al-i Imran. În primul vers, expresia "oamenii casei" (ahl al-bayt) este de obicei înțeleasă ca fiind referitoare la Muhammad, Fatimah, soțul ei, Ali și cei doi fii ai lor  (al-Tabari în exegeza sa, menționează, de asemenea, o tradiție care interpretează "oamenii casei", ca fiind nevestele lui Muhammad; pentru Ibn al-Jawzi, ordinea acestor opțiuni este inversată). Cel de-al doilea verset se referă la un episod în care Muhammad a propus o încercare reciprocă de testare a jurămintelor (Mubahala) unei delegații de creștini. Fatimah, potrivit "ocaziei pentru revelația" acestui verset, a fost printre cei oferiți de Muhammad ca martori și garanți.
Exegeza musulmană a versetului Coranic 3:42, face legătura între lauda Mariei, mama lui Isus, si Fatimah, bazată pe un citat atribuit lui Mohamed care listează cele mai remarcabile femei din toate timpurile ca fiind Maria, Asiya (soția lui Faraon), Khadija și Fatimah.

## Viața de după moartea lui Muhammad

### Califatului lui Abu Bakr
Timp de cele câteva luni în care a supraviețuit după moartea tatălui ei, Fatimah s-a aflat în centrul de dezbinare politică. Exista diferențe legate de modalitatea în care evenimentele de început ale califatului ar fi cauzat schisma dintre Shia si Sunni.

### Perspectiva Sunnita
Potrivit Sunniților, majoritatea musulmanilor l-ar fi favorizat pe Abu Bakr, pe post de Calif, după selecția pentru califat, în urma unei întâlniri în Saqifah la momentul morții lui Muhammed; când de fapt o parte a populației l-a sprijinit pe Ali, soțul Fatimei.

### Perspectiva Shiitilor celor Douasprezece
Istoricii Shia susțin, că Umar l-ar fi chemat pe Ali și oamenii lui să iasă și să-i jure credință lui Abu Bakr. Atunci când nu au dat curs chemarii, Umar s-a năpustit înăuntru, provocând rănirea Fatimei căreia i s-au fracturat coastele, datorită presării între ușă și perete, ceea ce a cauzat pierderea sarcinii cu Muhsin și ulterior decesul acesteia. O alta versiune Shia spune că Umar a trimis la casa Fatimei un grup de forță, condus de către baiatul slujitor, Qunfud, cu ordinul de a-l aduce pe Ali la moschee. Ajungând la casa, Qunfud a solicitat permisiunea de a intra, la care a fost refuzat de către Ali, determinându-l să se întoarcă la Abu Bakr și ' Umar și sa istorisească cele întâmplate. Ulterior a fost instruit să meargă înapoi și daca este necesar, să intre în casă cu forța. Qunfud și oamenii lui au revenit, dar de această dată au fost refuzați de Fatimah, determinându-l pe Qunfud să-și trimită oamenii înapoi la Abu Bakr și Umar pentru instrucțiuni suplimentare, care le-a spus să dea foc la casă, dacă este necesar, în scopul de a-l aduce pe Ali.
Șiiții au convingerea ca ea a fost implicată în trei acțiuni politice importante. În primul rând, după cucerirea Meccăi, ea a refuzat protejarea lui Abu Sufyan; în al doilea rând, după moartea lui Mohamed, a susținut cauza lui Ali, s-a opus cu înverșunare în alegerea lui Abu Bakr, și a avut dispute violente cu el, și în special, cu Umar; în al treilea rând, ea a depus o cerere pentru drepturile de proprietate ale tatălui ei și i-a contestat lui Abu Bakr refuzul categoric de cedare ale acestora, în special Fadak și o parte din prada de la Khaybar.

### Moștenirea
"Spre deosebire de ascetul care a renunțat la afacerile lumești, atât sursele istorice cât și biografice despre Fatimah cea Stralucitoare, documentează participarea sa activă în viața privată și viața publică. Un eveniment deosebit este înregistrat în ambele istorisiri Shia si Sunni: “disputa asupra pământului primit la Fadak de către Fatimah de la tatăl său, cunoașterea drepturilor sale legale și dorința pentru dreptate indică faptul că a fost o femeie implicată în afacerile societății". După moartea tatălui, Fatimah l-a abordat pe Abu Bakr și i-a cerut să-i înmâneze partea ei de moștenire din averea lui Muhammad. Fatimah se aștepta la pământul de la Fadak (situat la 30 de mile (48 km) de Medina) și o porție din Khaybar să-i fie transmisă drept moștenire. Cu toate acestea, Abu Bakr, i-a respins cerința citând o narație în care Muhammad a susținut ca profeții nu lasă în urmă moștenire (prophets do not leave behind inheritance) și că toate posesiunile acestora devin 
donație (sadaqah) de folosit pentru pomană. Fatimah s-a întristat la acest refuz prompt al lui Abu Bakr și nu i-a mai vorbit până la moarte (deși unele surse Sunnite susțin că s-ar fi împăcat înainte să moară). Șiiții dezbat faptul, că Fadak i s-ar fi dat Fatimei de către Muhammad, iar Abu Bakr a greșit prin faptul că nu i-a permis să-și însușească proprietatea.

## Moartea

### Perspectiva Sunnită
Sunniții cred că Fatimah și-a reconciliat diferențele cu Abu Bakr înainte de a muri, în timp ce musulmanii șiiți  cred că supărarea a persistat.

Conform înregistrărilor sunnite, Fatimah ar fi decedat ca rezultat al separării de tatăl ei iubit. Savantul Sufit Muzaffer Ozak scrie:
„Dupa ce Stapanul nostru a onorat Lumea De Dincolo, Fatimah n-a vrut nici sa manance nici sa bea si a uitat tot rasetul si toata bucuria. I s-a construit un apartament in care statea zi si noapte, plangandu-si inima dupa tatal sau preaiubit.”

### Perspectiva Șiită
După Pelerinajul de Bun Rămas, (the Farewell Pilgrimage), Muhammad a chemat-o pe Fatimah și a informat-o că va muri în curând, și că ea va fi următoare din casa lui care va muri. După decesul lui Muhammad ce a urmat, Fatimah a fost doborâtă de durere și a rămas așa până ce și ea a murit dupa mai puțin de șase luni, pe data de 10, Jumada al-awwal (conform Fatimid-ului).
Și-a petrecut timpul suspinând și lăcrimând și nu exista nimic care să-i îndepărteze tristețea. Imediat cum termina treburile casei și după ce-și îngrijea soțul Ali, și cei doi fii, Hasan si Husayn, continua să plângă: "Oh, tatăl meu preaiubit! Cui i-ai lăsat-o pe Fatimah?". Mai puțin de sașe luni au decurs în maniera aceasta, până ce Fatimah slăbise atât de mult încât nu mai era nimic rămas din ea, decât piele și os.
Șiiții cred că Fatima a murit ca urmare a rănilor suferite după ce casa i-a fost percheziționata de către Umar ibn al-Khattab, care este acuzat ca ar fi "amenință să dea foc la casă". Ușa a fost dărămată din balamale de către unul dintre atacatori, trântind-o pe Fatimah la pământ. Acest atac este declarat a-i fi fisurat coastele pe când era însărcinată, cauzând pierderea sarcina. Potrivit traditiei Șiite, Muhammed i-a apărut într-un vis Fatimei și a informat-o că ea ar urma sa moară a doua zi. Fatimah l-a informat pe soțul ei Ali de moartea iminentă, și l-a rugat să nu permită asupritorilor să se implice în rugaciunea ceremoniala janazah (rugăciunea efectuată în congregație după moartea unui musulman) sau sa ia parte la înmormântare.
Potrivit unor surse, în dimineața zilei decesului ei, ea a făcut o baie, a îmbrăcat haine noi și s-a întins în pat. Ea a cerut sa fie chemat Ali și l-a informat că timpul ei să moara este aproape. La auzul acestei știri, Ali a început să plângă, dar a fost consolat de Fatimah care i-a cerut să aibă grijă de cei doi fii ai ei și s-o îngroape fără ceremonie. Este în continuare declarat că cei doi fii ai ei au fost primii membri ai familiei ce au aflata de moartea ei și imediat au pornit spre moschee să-l informeze pe tatăl lor. La auzul veștii, Ali a leșinat. Când și-a revenit a urmat dorințele Fatimei și a efectuat janazah. El a îngropat-o în timpul nopții pe 13 Jumada al-awwal 11 AH (632 AD), și făcând trei morminte false pentru a fi sigur ca mormântul real nu va fi identificat. Cu el a fost familia lui și câțiva tovarăși apropiați. După moartea ei, Ali i-a urmat dorințele și a îngropat-o fără știrea oamenilor din Medina.

Lesley Hazleton descrie, de asemenea, decesul Fatimei, după cum urmează:
„Dar probabil ca cel mai dureros lucru in toate lunile care au urmat dupa ce si-a pierdut cel de-al treilea fiu, a fost exilarea pe care a suferit-o ca urmare al ordinului lui Abu Bakr pentru al forta pe Ali sa se conformeze. [...] Cand a stiut ca moartea este aproape, i-a cerut lui Ali o inmormantare clandestin [...] Abu Bakr urma sa nu fie informat de moartea ei, nu-i va fi data nici o sansa sa oficieze la inmormantarea acesteia.”
Shia celor Douasprezece, mai ales iranienii, organizează ceremonii în fiecare an timp de 20 de zile în Jumada al-awwal, pentru a comemora aniversarea suferinței Fatimei. Bocitoarele mărșăluiesc în procesiune pe străzi pentru a-și reafirma loialitatea față de idealurile Fatimei.

## Locul de înmormântare
Locul de înmormântare al Fatimei este motiv de dezbatere între musulmanii din diferite secte. Se spune că Ali ibn Abi Taleb, și-a îngropat soția lui într-o locație necunoscută, pentru că a așa a fost decizia Fatimei. Conform Madelung-ului în Succesiunea lui Muhammad, înmormântare în secret a fost făcută cu scopul de a evita prezența califului (Abu Bakr). Diferite locații au fost menționate ca fiind posibile locuri de înmormântare ale Fatimei, dintre care unele sunt considerate a fi mai aproape de realitate. Al-Baqi', casa ei, și locația dintre mormântul Profetul si minibarul lui sunt locurile posibile ale mormântului ei.

## Descendenții
După moartea Fatimei au rămas în viață cei doi fii ai săi, Hasan și Husayn, și două fiice, Zaynab și Umm Kulthum. Controverse înconjoară soarta celui de-al treilea fiu, Muhsin. Șiiții  unii cercetători Sunniti, cum ar fi ibn Abi l-Hadid  susțin, că a pierdut sarcina în urma unui atac asupra casei sale, de catre Abu Bakr și Umar, în timp ce alți Sunniții insistă că Muhsin a murit în copilărie, din cauze naturale.
Descendenții moderni ai lui Muhammad sunt descendenți exclusiv prin Fatimah, întrucât ea a fost singurul copil supraviețuitor al Muhammad (potrivit surselor Șiițe. Sunniți și unii Shiiti considera că Muhammad a avut 4 fete). Muhammad nu a avut fii care să fi ajuns la maturitate.
Urmașii Fatimei sunt denumiti cu titlul onorific Sayyid (adică domnul sau domnule), Sharif (în sensul nobil), și respectați deopotrivă de către Sunniți și Siiți, deși Șiiții alocă mai mult accent și valoarea pe distincție.

## Opinii
Musulmanii o consideră pe Fatimah ca fiind fiica iubitoare si devotată, mamă, soție, un musulman sincer, și un exemplu pentru femei. Se crede că ea a fost foarte apropiată de tatăl ei și deosebirea de alte femei este menționată în multe hadith-uri. După Khadijah, musulmanii o consideră pe Fatimah ca fiind cel mai important personaj istoric, considerată a fi liderul (arabă: Sayyidih) tuturor femeile din lumea asta și din Paradis. Este, datorită puritatii ei morale motivul pentru care ea ocupă o poziție similară în Islam, cu cea a lui Mary in Creștinismul Catolic. Ea a fost prima soție a lui Ali, pe care Sunniții îl considera cel de-al patrulea calif Rashidun și primul Imam absolut (conform doctrinei Șiite), mama celui de-al doilea și al treilea Imam, și strămoșul tuturor Imamilor premergatori; într-adevăr, Califatul Fatimid este denumit după ea.

### Viziunea Șiită
Fatimah, considerată ca "Mama Imamilor", joacă un rol deosebit în religia șiită. Ea are un statut unic ca singurul copil supraviețuitor a lui Muhammad, soția lui Ali, primul Imam, și mama lui Hasan și Husayn. Capitolul din Coran pe tema abundenței (Sūrat al-Kawthar), menționează semnificația nașterii ei și o recunoaște ca fiind singurul copil supraviețuitor al lui Muhammad. Califatul Fatimid/ Imamatul îi poartă numele. Ea se crede a fi fost imaculată, fără de păcat, și un model pentru femeile Musulmane. Deși a dus o viață săracă, tradiția șiită subliniază compasiunea ei și faptul ca împărțea orice avea cu alții.
Șiiții îi acordă mare respect, și caracterul ei strălucește ca fiind una dintre cel mai neînfricate și curajoase în istoria Islamică. Fatimah a ținut piept ca singur apărător al declarației de Ghadeer a lui Muhammad. Ea și-a înaintat argumentele pentru a dovedi ca Fadak este dreptul ei și proprietate necontestată, printre cei care l-au ucis pe copilul ei nenăscut Mohsin.
Potrivit lui Mahmoud Ayoud, principalele două imagini ale Fatimei în cadrul tradiției șiite sunt cele de "Eterna Lacrimânda" și "Judecătorul în viața de apoi". Conform tradiției șiite, suferința și moartea Fatimah a fost prima tragedie a Islamului. Ea și-a petrecut ultimele zile în doliu pentru moartea tatălui ei. Fatimah lăcrimează veșnic moartea celor doi fii ai ei, uciși de către Omeiazi. Șiiții consideră că iau parte la suferința Fatimei plângând pentru necazurile ei. Se crede că lacrimile credincioșilor ar fi o consolare. Șiiții susțin că Fatimah va avea un rol de mântuitoare în ziua judecății de apoi, ca o recompensă pentru suferința ei în această lume.

## Caracter Spiritual
Potrivit lui Louis Massignon, există mai multe atitudini diferite între șiiți și sunniți legate de Mubahalah. Unul dintre dezacorduri privește aprobarea conform careia versetul III, 54 din Coran, despre Mubahalah, a fost cu prezența a cinci persoane, incluzând Fatima. Potrivit surselor șiite, nu numai ca Mubahala s-a întâmplat în prezența Fatimei, dar că ea ar fi fost, de asemenea, persoana care stătea în picioare în spatele Profetului. Unele secte mistice se referă la rolul ei simbolic în acest caz, încearcând să o interpreteze ca fiind o imagine luminoasă, iar alte secte, cum ar fi Nusayrieh consideră că creștinii din Najran o recunosc în locul Fatimei pe Maryam.